# 1000-km-Rennen von Imola 1984

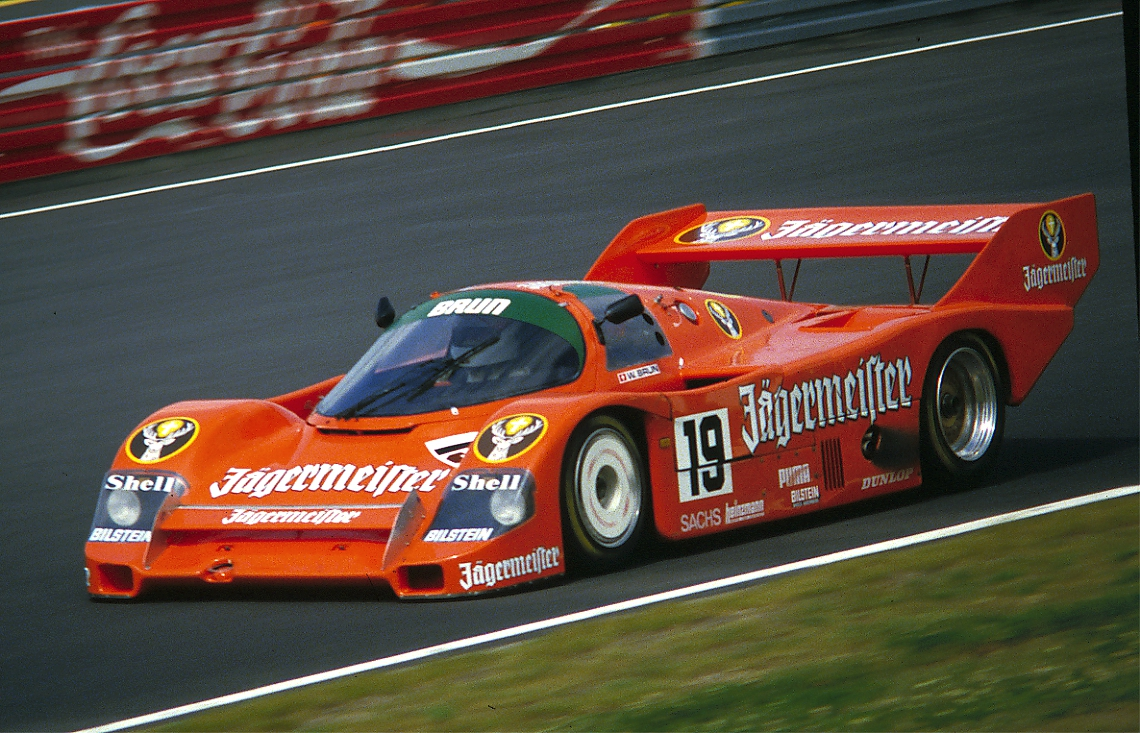
Siegerwagenmodell Porsche 956B, hier bei einem Rennen der Interserie 1985 auf dem Nürburgring

Das 1000-km-Rennen von Imola 1984, auch 1000 Kilometres di Imola, fand am 16. September auf dem Autodromo Enzo e Dino Ferrari statt und war der achte Wertungslauf der Sportwagen-Weltmeisterschaft dieses Jahres.

## Das Rennen
Der Erfolg von Hans-Joachim Stuck und Stefan Bellof war der 17. Gesamtsieg des Rennwagenmodells Porsche 956 bei einem Wertungslauf der Sportwagen-Weltmeisterschaft in Folge. Die schnellsten Fahrzeuge auf der Rennbahn von Imola waren die Porsche allerdings nicht. Die schnellste Zeit im Qualifikationstraining fuhr Riccardo Patrese im Werks-Lancia LC2-84, mit einer Zeit von 1:37,820 Minuten, was einer Durchschnittsgeschwindigkeit von 185,484 km/h entsprach. Patrese war in seiner schnellsten Runde um 0,7 Sekunden schneller als Stefan Bellof im Brun-Porsche 956. Große Probleme hatte das Porsche-Werksteam mit dem Sondermodell 956 PDK, einem Wagen mit Doppelkupplungsgetriebe. Im Training kamen Jacky Ickx und McLaren-Formel-1-Pilot John Watson kaum zum Fahren. Der zeitliche Rückstand auf den Lancia von Riccardo Patrese und Bob Wollek betrug 20 Sekunden. Im Rennen fiel der Wagen nach nur zwei Runden aus, weil sich das Getriebe nicht schalten ließ.
Beide Werks-Lancia fielen im Rennen jeweils in Führung liegend nach Unfall aus. Am Rennende entwickelte sich ein Zweikampf zwischen dem Brun-Porsche von Stefan Bellof/Hans-Joachim Stuck und dem 956 GTi von Jonathan Palmer/Jan Lammers, den Bellof und Stuck für sich entschieden.

## Ergebnisse

### Schlussklassement
| 1               | C1  | 19  | Brun Motorsport                 | Hans-Joachim Stuck Stefan Bellof                       | Porsche 956B    | 199 |
| 2               | C1  | 14  | GTi Engineering Canon Racing    | Jonathan Palmer Jan Lammers                            | Porsche 956 GTi | 199 |
| 3               | C1  | 8   | Joest Racing                    | Jochen Mass Henri Pescarolo Hans Heyer                 | Porsche 956B    | 197 |
| 4               | C1  | 10  | Porsche Kremer Racing           | Walter Brun George Fouché Leopold von Bayern           | Porsche 956B    | 195 |
| 5               | C1  | 9   | Brun Motorsport                 | Oscar Larrauri Massimo Sigala                          | Porsche 956     | 193 |
| 6               | C1  | 18  | Obermaier Racing                | Jürgen Lässig Hervé Regout Harald Grohs                | Porsche 956     | 191 |
| 7               | C1  | 12  | Schornstein Racing Team         | Hans Heyer Louis Krages Dieter Schornstein             | Porsche 956     | 190 |
| 8               | C1  | 55  | Skoal Bandit Porsche Team       | Rupert Keegan Franz Konrad David Hobbs                 | Porsche 956     | 190 |
| 9               | C1  | 29  | Jolly Club                      | Mauro Baldi Pierluigi Martini                          | Lancia LC2-84   | 178 |
| 10              | C2  | 70  | Spice Tiga Racing               | Ray Bellm Gordon Spice Neil Crang                      | Tiga GC84       | 177 |
| 11              | B   | 105 | Rolf Göring                     | Rolf Göring Hans-Jörg Dürig Claude Haldi               | BMW M1          | 167 |
| 12              | GTX | 131 | Vittorio Coggiola               | Vittorio Coggiola Bruno Rebai Angelo Pallavicini       | Porsche 935     | 167 |
| 13              | C2  | 99  | JQF Engineering Ltd.            | Jeremy Rossiter Roy Baker                              | Tiga GC284      | 158 |
| 14              | C2  | 83  | Roger Andreason Racing          | Roger Andreason John Brindley Richard Jones            | Lola T610       | 145 |
| Nicht klassiert |     |     |                                 |                                                        |                 |     |
| 15              | C2  | 88  | Lyncar Motorsport Ltd.          | Costas Los John Nicholson                              | Lyncar MS83     | 102 |
| Ausgefallen     |     |     |                                 |                                                        |                 |     |
| 16              | C2  | 82  | Maurizio Gellini                | Gerardo Vatielli Pasquale Barberio Maurizio Gellini    | Alba AR3        | 176 |
| 17              | C1  | 6   | Martini Racing                  | Riccardo Patrese Bob Wollek                            | Lancia LC2-84   | 163 |
| 18              | C2  | 81  | Jolly Club                      | Almo Coppelli Guido Daccò Davide Pavia                 | Alba AR2        | 159 |
| 19              | C1  | 5   | Martini Racing                  | Paolo Barilla Alessandro Nannini                       | Lancia LC2-84   | 121 |
| 20              | C1  | 35  | Procar Automobiles AG           | Didier Theys Pierre Dieudonné                          | Sehcar C83      | 99  |
| 21              | C1  | 72  | Gebhardt Motorsport             | Jan Thoelke Jürgen Weiler Frank Jelinski               | Gebhardt JC842  | 92  |
| 22              | GTX | 27  | Scuderia Bellancauto            | Maurizio Micangeli Cristiano Del Balzo Marco Micangeli | Ferrari 512 BB  | 91  |
| 23              | B   | 106 | Helmut Gall                     | Helmut Gall Kurt König                                 | BMW M1          | 80  |
| 24              | C2  | 80  | Jolly Club                      | Carlo Facetti Martino Finotto Alfredo Sebastiani       | Alba AR2        | 26  |
| 25              | C1  | 33  | Skoal Bandit Porsche Team       | Thierry Boutsen David Hobbs                            | Porsche 956B    | 14  |
| 26              | C1  | 4   | Martini Racing                  | Alessandro Nannini Paolo Barilla                       | Lancia LC2-84   | 10  |
| 27              | C2  | 85  | Hubert Striebig                 | Max Cohen-Olivar Hubert Striebig                       | Sthemo SMC2     | 5   |
| 28              | C1  | 1   | Rothmans Porsche                | Jacky Ickx John Watson                                 | Porsche 956 PDK | 2   |
| Nicht gestartet |     |     |                                 |                                                        |                 |     |
| 29              | C1  | 42  | Cheetah Automobiles Switzerland | Ray Mallock Bernard de Dryver                          | Cheetah G604    | 1   |
| 30              | C2  | 73  | Gebhardt Motorsport             | Frank Jelinski Günther Gebhardt                        | Gebhardt JC843  | 2   |
| 31              | B   | 113 | Hobby Rallye Ticino             | Olindo Del-Thé Mario Regusci Fabio Ciseri              | Porsche 930     | 3   |

1 Motorschaden im Training
2 nicht gestartet
3 nicht gestartet

### Nur in der Meldeliste
Hier finden sich Teams, Fahrer und Fahrzeuge, die ursprünglich für das Rennen gemeldet waren, aber aus den unterschiedlichsten Gründen daran nicht teilnahmen.
| Pos. | Klasse | Nr. | Team                    | Fahrer                               | Chassis       |
| ---- | ------ | --- | ----------------------- | ------------------------------------ | ------------- |
| 32   | C1     | 34  | John Fitzpatrick Racing | David Hobbs Thierry Boutsen          | Porsche 956   |
| 33   | B      | 102 | Racing Team Jürgensen   | Hans Christian Jürgensen Edgar Dören | BMW M1        |
| 34   | GTP    | 128 | Lester Roy              | Les Blackburn                        | Harrier RX83C |

### Klassensieger
| Klasse | Fahrer             | Fahrer          | Fahrer             | Fahrzeug     | Platzierung im Gesamtklassement |
| ------ | ------------------ | --------------- | ------------------ | ------------ | ------------------------------- |
| C1     | Hans-Joachim Stuck | Stefan Bellof   |                    | Porsche 956B | Gesamtsieg                      |
| C2     | Ray Bellm          | Gordon Spice    | Neil Crang         | Tiga GC84    | Rang 10                         |
| B      | Rolf Göring        | Hans-Jörg Dürig | Claude Haldi       | BMW M1       | Rang 11                         |
| GTX    | Vittorio Coggiola  | Bruno Rebai     | Angelo Pallavicini | Porsche 935  | Rang 12                         |

### Renndaten
- Gemeldet: 34
- Gestartet: 28
- Gewertet: 14
- Rennklassen: 4
- Zuschauer: unbekannt
- Wetter am Renntag: warm und trocken
- Streckenlänge: 5,040 km
- Fahrzeit des Siegerteams: 5:54:56,320 Stunden
- Gesamtrunden des Siegerteams: 199
- Gesamtdistanz des Siegerteams: 1002,960 km
- Siegerschnitt: 169,544 km/h
- Pole Position: Riccardo Patrese – Lancia LC2-84 (#6) – 1:37,820 = 185,484 km/h
- Schnellste Rennrunde: Mauro Baldi – Lancia LC2-84 (#29) – 1:37,840 = 185,446 km/h
- Rennserie: 8. Lauf zur Sportwagen-Weltmeisterschaft 1984